# Gran Premio de las Américas
El Gran Premio de las Américas fue una carrera ciclista profesional de un solo día que se disputó entre 1988 y 1992 en Canadá (turnándose entre las ciudades de Montreal y Quebec).
Formó parte de la Copa del Mundo de Ciclismo, organizada por la UCI, entre los años 1989 y 1992.
En 1992 la prueba se llamó Gran Premio Teleglobe en referencia a la cadena de televisión que era la patrocinadora.
A partir del 2010 se crearon dos carreras de un día que se podrían considerar como herederas de esta, que son el Gran Premio de Quebec y el Gran Premio de Montreal que al igual que la anterior están encuadradas en la máxima categoría del ciclismo mundial, esta vez en el UCI World Calendar dentro del UCI ProTour.

## Palmarés
| Año  | Ganador          | Segundo          | Tercero        |
| ---- | ---------------- | ---------------- | -------------- |
| 1988 | Steve Bauer      | Massimo Ghirotto | Gilles Delion  |
| 1989 | Jörg Müller      | Yvon Madiot      | Charly Mottet  |
| 1990 | Franco Ballerini | Thomas Wegmüller | Sammie Moreels |
| 1991 | Eric van Lancker | Steven Rooks     | Martin Earley  |
| 1992 | Fede Etxabe      | Davide Cassani   | Luc Leblanc    |

## Palmarés por países
| País    | Victorias |
| ------- | --------- |
| Canadá  | 1         |
| Suiza   | 1         |
| Italia  | 1         |
| Bélgica | 1         |
| España  | 1         |